# Setmana Catalana de 1972
La Setmana Catalana de 1972, va ser la 10a edició de la Setmana Catalana de Ciclisme. Es disputà en 6 etapes del 20 al 24 de març de 1972. El vencedor final fou el basc Miguel María Lasa de l'equip Kas Kaskol per davant de Raymond Poulidor i Jesús Manzaneque.
La cursa es componia de 6 trofeus amb dues etapes de muntanya.
Raymond Poulidor va estar dominant la cursa fins a la penúltima etapa, però la darrera prova que finalitzava a Malgrat de Mar, Lasa va saber aprofitar dues avaries que havia tingut el francès, i gràcies al seu equip, va arribar amb prou avantatge a la meta per emportar-se la victòria final.

## Etapes
| Etapa | Data       | Ciutats d'etapa                                         | km    | Vencedor de l'etapa     | Líder de la general     |
| ----- | ---------- | ------------------------------------------------------- | ----- | ----------------------- | ----------------------- |
| 1a A  | 20 de març | Castelldefels – L'Hospitalet de Llobregat               | 134,0 | Miguel María Lasa (ESP) | Miguel María Lasa (ESP) |
| 1a B  | 20 de març | Circuit de Montjuïc (Barcelona) (CRI)                   | 15,0  | Raymond Poulidor (FRA)  | Raymond Poulidor (FRA)  |
| 2a    | 21 de març | Sabadell – Valls                                        | 184,0 | Cyrille Guimard (FRA)   | Raymond Poulidor (FRA)  |
| 3a    | 22 de març | Montblanc – Sant Miquel d'Engolasters ( Andorra)        | 189,0 | Raymond Delisle (FRA)   | Raymond Poulidor (FRA)  |
| 4a    | 23 de març | La Seu d'Urgell - Santuari de la Mare de Déu de Queralt | 202,0 | Miguel María Lasa (ESP) | Raymond Poulidor (FRA)  |
| 5a    | 24 de març | Berga – Malgrat de Mar                                  | 213,0 | Tino Tabak (NED)        | Miguel María Lasa (ESP) |

### 1a etapa A (II Trofeu Ciutat de L'Hospitalet)[1]
20-03-1972: Castelldefels - L'Hospitalet de Llobregat, 134,0 km.:
|   | Ciclista                          | Equip      | Temps      |
| - | --------------------------------- | ---------- | ---------- |
| 1 | Miguel María Lasa (ESP)           | Kas Kaskol | 3h 22' 46" |
| 2 | José Manuel López Rodríguez (ESP) | Werner     | m. t.      |
| 3 | José Luis Uribezubia (ESP)        | Werner     | m. t.      |

### 1a etapa B (V Trofeu Dicen)[1]
20-03-1972: Circuit de Montjuïc (Barcelona) CRI, 15,0 km.:
|   | Ciclista               | Equip       | Temps   |
| - | ---------------------- | ----------- | ------- |
| 1 | Raymond Poulidor (FRA) | Gan-Mercier | 19' 59" |
| 2 | Jesús Manzaneque (ESP) | Kas Kaskol  | + 25"   |
| 3 | Raymond Delisle (FRA)  | Peugeot-BP  | + 28"   |

### 2a etapa (X Trofeu Doctor Assalit)[1]
21-03-1972: Sabadell – Valls, 184,0 km.:
|   | Ciclista                | Equip       | Temps      |
| - | ----------------------- | ----------- | ---------- |
| 1 | Cyrille Guimard (FRA)   | Gan-Mercier | 5h 37' 12" |
| 2 | Jacky Mourioux (FRA)    | Gan-Mercier | m. t.      |
| 3 | Miguel María Lasa (ESP) | Kas Kaskol  | m. t.      |

### 3a etapa (IXTrofeu Les Valls)[2]
22-03-1972: Montblanc – Sant Miquel d'Engolasters, 189,0 km.:
|   | Ciclista                | Equip       | Temps      |
| - | ----------------------- | ----------- | ---------- |
| 1 | Raymond Delisle (FRA)   | Peugeot-BP  | 5h 04' 35" |
| 2 | Raymond Poulidor (FRA)  | Gan-Mercier | m. t.      |
| 3 | Miguel María Lasa (ESP) | Kas Kaskol  | + 33"      |

### 4a etapa (XXII Trofeu Juan Fina)[3]
23-03-1972: La Seu d'Urgell – Santuari de la Mare de Déu de Queralt, 202,0 km.:
|   | Ciclista                | Equip       | Temps      |
| - | ----------------------- | ----------- | ---------- |
| 1 | Miguel María Lasa (ESP) | Kas Kaskol  | 5h 40' 32" |
| 2 | Raymond Delisle (FRA)   | Peugeot-BP  | m. t.      |
| 3 | Raymond Poulidor (FRA)  | Gan-Mercier | + 2"       |

### 5a etapa (V Trofeu Marià Cañardo)[4]
24-03-1972: Berga – Malgrat de Mar, 213,0 km.:
|   | Ciclista                | Equip         | Temps      |
| - | ----------------------- | ------------- | ---------- |
| 1 | Tino Tabak (NED)        | Goudsmit-Hoff | 6h 22' 33" |
| 2 | Miguel María Lasa (ESP) | Kas Kaskol    | m. t.      |
| 3 | Antonio Menéndez (ESP)  | Karpy         | m. t.      |

## Classificació General
|    | Ciclista                         | Equip         | Punts       |
| -- | -------------------------------- | ------------- | ----------- |
| 1  | Miguel María Lasa (ESP)          | Kas Kaskol    | 25h 59' 24" |
| 2  | Raymond Poulidor (FRA)           | Gan-Mercier   | + 43"       |
| 3  | Jesús Manzaneque (ESP)           | Kas Kaskol    | + 1' 01"    |
| 4  | Raymond Delisle (FRA)            | Peugeot-BP    | + 1' 09"    |
| 5  | José Luis Abilleira Balboa (ESP) | La Casera     | + 2' 01"    |
| 6  | Tino Tabak (NED)                 | Goudsmit-Hoff | + 2' 22"    |
| 7  | Alain Santy (FRA)                | Bic           | + 2' 50"    |
| 8  | Andrés Gandarias (ESP)           | Werner        | + 4' 34"    |
| 9  | Ventura Díaz (ESP)               | Werner        | + 4' 37"    |
| 10 | Gonzalo Aja (ESP)                | Karpy         | + 5' 10"    |